# Anna Lindh
Ylva Anna Maria Lindh, född 19 juni 1957 i Enskede församling, Stockholm, död 11 september 2003 på Karolinska sjukhuset i Solna (då hemmahörande i Alla Helgona församling i Nyköping i Södermanlands län), var en svensk jurist och politiker (socialdemokrat).
Hon var riksdagsledamot 1982–1985 och 1998–2003, miljöminister 1994–1998 samt utrikesminister 1998–2003.
Lindh knivhöggs av Mijailo Mijailović den 10 september 2003 på varuhuset NK i Stockholm och avled klockan 05.29 morgonen den 11 september på Karolinska sjukhuset. Vid tiden för dådet arbetade hon med folkomröstningen om införande av euro som valuta.
Anna Lindh sågs som en av de främsta kandidaterna att efterträda Göran Persson som partiledare för Socialdemokraterna. Hennes största engagemang gällde internationella samarbets- och solidaritetsfrågor samt miljöfrågor. Med dessa frågor arbetade hon hela sin karriär och var de sista fem åren av sitt liv Sveriges utrikesminister.

## Biografi
Anna Lindh var dotter till konstnären Staffan Lindh och lågstadieläraren Nancy Lindh, född Westman. År 1965 flyttade familjen till Hacksta utanför Grillby i Enköpings kommun, där hon samma år började på Grillbyskolan.
Som tolvåring gick Anna Lindh 1969 med i SSU (Sveriges Socialdemokratiska Ungdomsförbund) i Trögd, en liten SSU-klubb i Enköpingstrakten. Detta var samma år som Olof Palme blev partiledare för socialdemokraterna och statsminister. Lindh fångades tidigt av Palmes internationella engagemang och engagerade sig bland annat i protesterna mot Vietnamkriget.
I mitten av 1970-talet hade Lindh planer på att bli journalist. Hon sommarvikarierade exempelvis på Enköpings-Posten. Vid valet 1976 invaldes hon i kommunfullmäktige i Enköpings kommun för Socialdemokraterna, där hon satt fram till 1982.
Lindh studerade vid Uppsala universitet och Stockholms universitet. Hon tog juristexamen i Uppsala 1982 och var tingsnotarie vid Stockholms tingsrätt 1982-83.
Hon blev ordförande för LSU (Landsrådet för Sveriges Ungdomsorganisationer) år 1981. Året därpå, samma år som hon avslutat sina studier, vann socialdemokraterna riksdagsvalet och Lindh kom in i riksdagen som ersättare och blev ledamot av skatteutskottet.
1984 valdes Lindh till Sveriges socialdemokratiska ungdomsförbunds (SSU:s) första kvinnliga ordförande och under sina sex år där engagerade hon sig i miljöfrågor och internationella frågor. År 1991 valdes hon in i socialdemokraternas verkställande utskott där hon kvarstod som medlem till sin död.
Under partiets oppositionsår i riksdagen 1991–1994 var hon kultur- och fritidsborgarråd i Stockholms Stad. Under denna tid var hon även ordförande i Stockholms stadsteater.
Lindh gifte sig 21 juni 1991 med Bo Holmberg, med vilken hon fick två söner.

### Riksdagsuppdrag
- Statsrådsersättare 1982–1985
- Ledamot i skatteutskottet 1982–1985
- Miljöminister 1994–1998
- Riksdagsledamot 1998–2003
- Utrikesminister 1998–2003
- Ledamot i krigsdelegationen 1998–2003

### Miljö- och utrikesminister

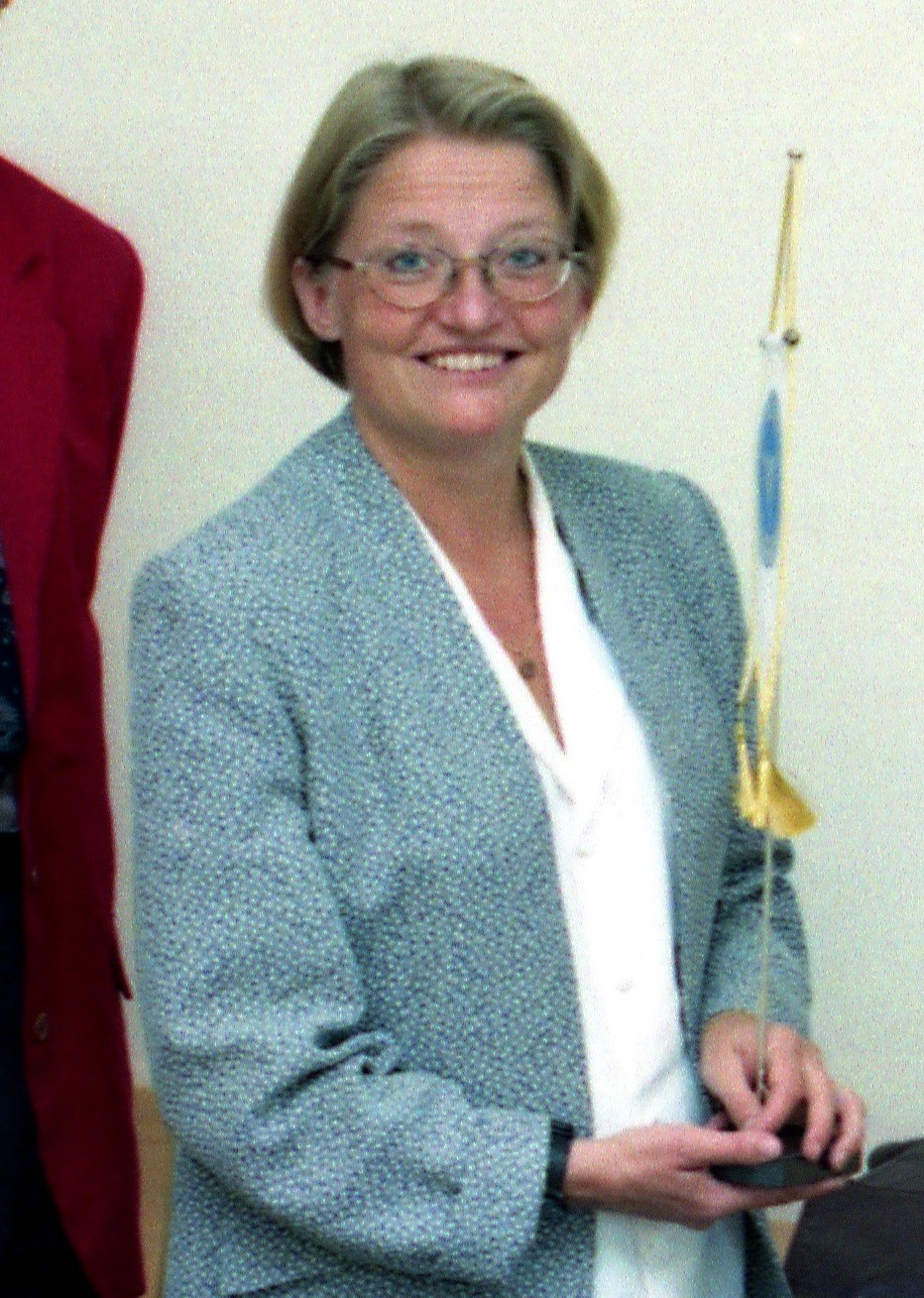
Anna Lindh, 1995.

Efter socialdemokraternas valseger 1994 utsågs Lindh till miljöminister i regeringen Carlsson III. Statsfinanserna var till en början i kris och hon tvingades minska miljöinsatserna. I stället skärpte hon miljölagstiftningen. Tillsammans med bland andra den danske miljöministern Svend Auken arbetade hon för ett miljöprogram för Europeiska unionen med strängare lagstiftning kring miljöfarliga kemikalier. Hon blev också huvudansvarig för tillämpningen i östersjöområdet av handlingsprogrammet Agenda 21 med mål och riktlinjer från FN:s miljömöte i Rio de Janeiro 1992.
Anna Lindh bosatte sig med sin familj i Nyköping 1996. Efter riksdagsvalet 1998 utsågs hon till utrikesminister i Göran Perssons regering, vilket hon förblev till sin död. Lindh var angelägen om ett starkt Förenta nationerna och hon ville att EU skulle föra en gemensam utrikespolitik för att undvika konflikter. Lindhs första stora uppgift som svensk utrikesminister blev att engagera sig i konflikten mellan den kosovobaserade gerillarörelsen UÇK och Serbiens militärmakt.
En höjdpunkt i Lindhs karriär var under Sveriges ordförandeskap i EU 2001. Hon var då ordförande för ministerrådet med ansvar för utrikesfrågor. Samma år reste hon även med EU:s talesperson i utrikes- och säkerhetsfrågor Javier Solana till Makedonien under konflikten i Makedonien 2001 och förhandlade fram en överenskommelse som förhindrade inbördeskrig.
Då Irakkriget inleddes i mars 2003 sade Lindh att ”ett krig som förs utan stöd i FN:s stadga är ett stort misslyckande”. Hon propagerade även för en större respekt för folkrätten och de mänskliga rättigheterna i Israel–Palestina-konflikten. Hon kritiserade såväl Ariel Sharons regering som de palestinska självmordsbombarna.

### Folkomröstningen om euro
Anna Lindh sågs som en av de främsta kandidaterna att efterträda Göran Persson som socialdemokraternas partiledare. De sista veckorna av sitt liv arbetade hon intensivt för ett ja i folkomröstningen om införande av euro som valuta.
Under eftermiddagen den 11 september, då Anna Lindh hade avlidit, hölls ett partiledarmöte med alla riksdagspartiers ordförande, där man beslutade att genomföra folkomröstningen om införande av euro som planerat; folkets rådgivande beslut i frågan skulle följas men att allt politiskt kampanjande och debatterande skulle avbrytas. Rapporter kom om ett fåtal kampanjande lokalpolitiker runtom i landet men i stort följdes beslutet. Som en av de mest populära politikerna på ja-sidan var Lindh en av frontfigurerna i kampanjen och hennes ansikte fanns på annonstavlor, som började tas ner samtidigt som tv-reklam i frågan drogs tillbaka. Alla svenska kanaler slutade att sända reklam från kvällen den 10 september till sent den 11 september för att hjälpa SVT att sprida nyheter. Däremot hölls folkomröstningen som planerat den 14 september 2003. Trots spekulationer om sympatiröster för ja-sidan vann nej-sidan en förkrossande seger med 55,9 procent av de avgivna rösterna, mot 42,0 procent för ja-sidan och 2,1 procent blanka röster.

### Egyptenaffären
I ett reportage den 17 maj 2004 i TV4:s program Kalla fakta visades hur två egyptier, Ahmed Agiza och Mohammed Al Zery, avvisades i december 2001. Justitieombudsmannen riktade mycket skarp kritik mot Säpos agerande vid utvisningen. Sveriges agerande kritiserades senare av bland annat FN:s tortyrkommitté, Europarådet samt Amnesty International. I sin granskning drog JO slutsatsen att Lindh, under sin period som utrikesminister, informerades av Säpo om, och godtog möjligheten att, den amerikanska säkerhetstjänsten CIA:s flygplan kunde användas vid avvisningar.

## Mordet på Anna Lindh

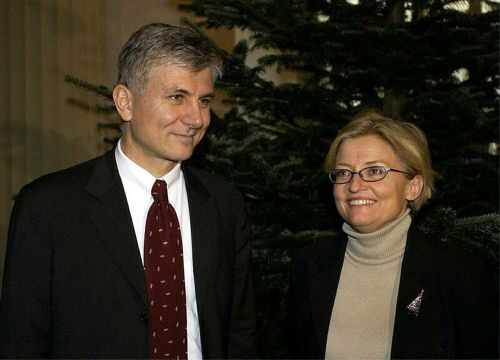
Anna Lindh med Serbiens premiärminister Zoran Đinđić som mördades två timmar innan han skulle träffa Anna Lindh i Belgrad, mars 2003.

Tillsammans med en väninna, Eva Franchell, var Lindh på onsdagseftermiddagen den 10 september 2003 ute i centrala Stockholm för att handla kläder. Under ett besök på varuhuset NK blev hon på första våningen överfallen och mycket allvarligt knivskuren av den då okände Mijailo Mijailović strax efter klockan 16.00. Lindh hade vid tillfället inget personskydd av Säpo. Klockan 16.41 gick nyhetsbyrån TT ut med nyheten att utrikesministern hade blivit knivskuren.
Vid ankomsten till Karolinska sjukhuset i Solna klockan 16.39 var hon vid medvetande men visade tecken på inre blödningar, varpå man omedelbart beslutade om operation. Därvid kunde läkarna konstatera att Lindh hade en kraftig blödning från leverskada och från flera stora blodkärl i buken. Omfattande blodtransfusion krävdes under operationen. Klockan 03.00 beskrev två av läkarna hennes tillstånd som kritiskt men stabilt inför journalister. Blödningen bedömdes vara under kontroll och Lindh hade nu fått en mycket stor mängd blod, sammanlagt 80 liter. Klockan 4.30 inträffade en hastig försämring på grund av skadechock och hon avled klockan 5.29 på morgonen torsdagen den 11 september 2003.
Mordet på Lindh resulterade i en massiv polisinsats. Den 13 september släppte polisen en bild på den misstänkte mördaren, tagen av en övervakningskamera. Den 16 september greps en misstänkt, ”35-åringen”, vars person och liv analyserades i detalj i media. Den 24 september släpptes han och en ny misstänkt, Mijailo Mijailović, greps. Han förnekade all inblandning fram till den 6 januari 2004, då han erkände mordet. Han dömdes till livstids fängelse.
Som tillförordnad utrikesminister efter Lindh utsågs bistånds- och migrationsminister Jan O. Karlsson, vilken sedan efterträddes av Laila Freivalds.
Mordet på Lindh sågs av många som en attack på det öppna svenska samhället.

### Nationella och internationella reaktioner

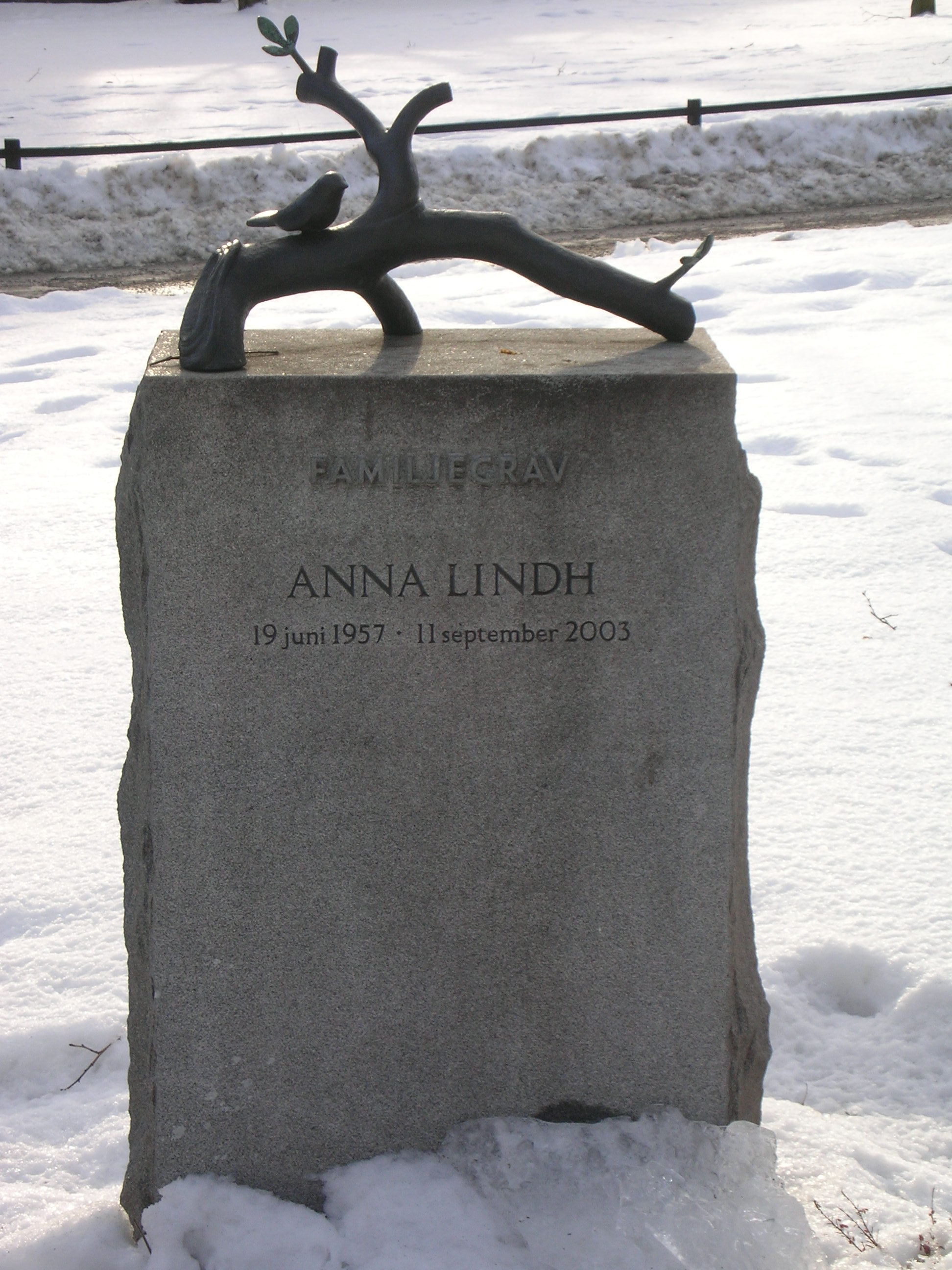
Anna Lindhs gravvård av Annie Winblad Jakubowski vid Katarina kyrka i Stockholm.

Lindh var en folkkär politiker och var vid sin död den fjärde mest beundrade kvinnan i Sverige enligt en Sifo-mätning som årligen genomförs på ICA-kurirens uppdrag. 
Socialdemokraterna anordnade med anledning av Lindhs död en minneshögtid i Blå hallen i Stockholms stadshus den 19 september 2003 för inbjudna gäster. Bland talarna märktes Sveriges kung Carl XVI Gustaf, statsminister Göran Persson, EU-kommissionären med ansvar för utrikesfrågor Chris Patten, Sveriges EU-kommissionär Margot Wallström och Greklands svensktalande utrikesminister George Papandreou. USA:s utrikesminister Colin Powell kunde ej delta på grund av trafikproblem. Familjen och de närmsta vännerna tog avsked vid en enskild begravningsceremoni i Ersta kyrka i Stockholm den 20 september. Lindh gravsattes på Katarina kyrkogård i Stockholm, trots att hon vid dödsfallet var bosatt i Nyköping.
Många minneshögtider hölls för Lindh i Sverige och världen över genom Svenska kyrkan i utlandet.

## Eftermäle

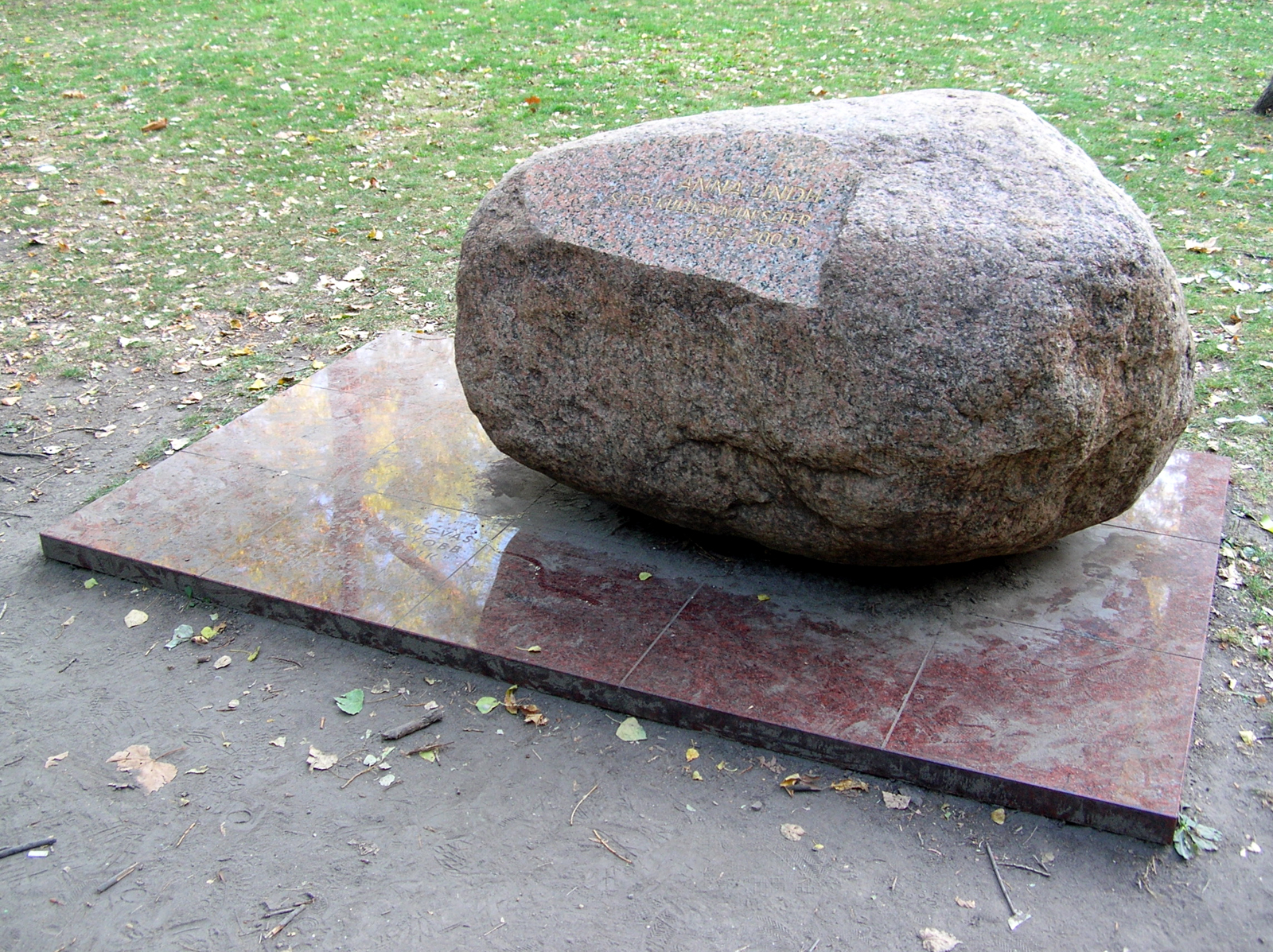
Minnessten i Budapest, Ungern. Inskription: Resignation is our biggest enemy ("Resignationen är vår största fiende").

Efter mordet kom kondoleanser från många av världens ledare. Hennes arbete rönte stor internationell uppskattning och hon hade goda kontakter runtom i världen. Bland annat sade FN:s generalsekreterare Kofi Annan: ”Hon var en stor ledare. Hon var självständig, modig och en sann internationalist.” Därefter har flera stipendier och stiftelser fått hennes namn. Många platser och lokaler har uppkallats efter Lindh och hon har postumt fått hedersbetygelser, såväl nationellt som internationellt.

### Anna Lindhs Minnesfond
Anna Lindhs Minnesfond är en partipolitiskt obunden stiftelse grundad i september 2003 strax efter Lindhs bortgång. Verksamheten finansieras genom gåvor, främst från privatpersoner och organisationer. Anna Lindhs Minnesfond stödjer personer och organisationer som verkar i Lindhs anda.

### Utmärkelser och hedersbetygelser

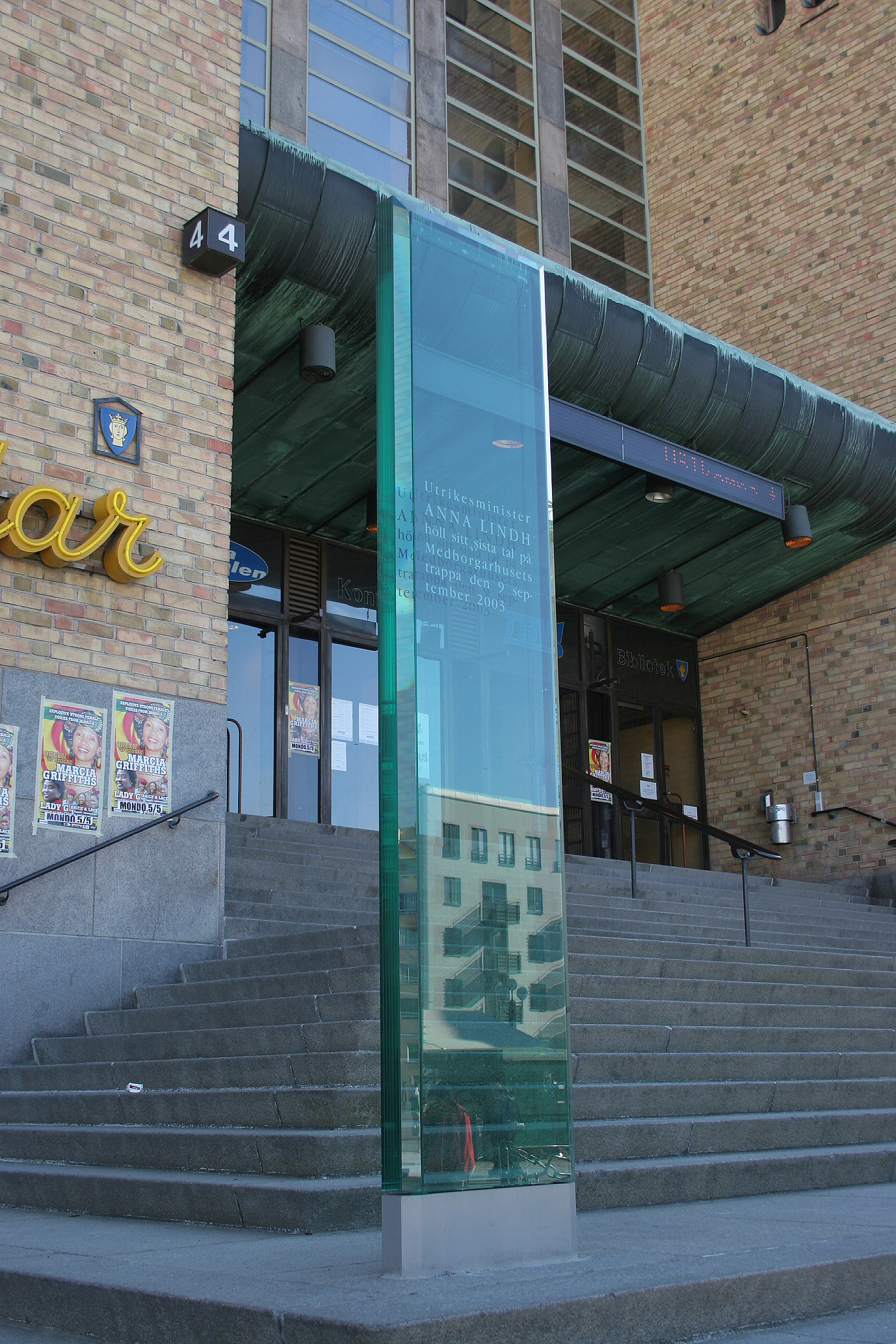
Minnesmärke i glas till Anna Lindhs minne på Medborgarplatsen i Stockholm.

#### Nationella
Den 10 september 2004, på årsdagen av knivöverfallet, restes en minnessten i glas på Medborgarplatsen i Stockholm, på den plats där Lindh höll sitt sista tal.
Torget vid korsningen Götgatan - Vartoftagatan på Södermalm i Stockholm fick i juni 2007 namnet Anna Lindhs plats. Platsen invigdes den 6 maj 2010 av stadsbyggnadsborgarrådet Kristina Alvendal och oppositionsborgarrådet Carin Jämtin. I Grillby i Enköpings kommun invigdes den 4 juni 2004 en park uppkallad efter Lindh.
När Utrikespolitiska institutets och Försvarshögskolans bibliotek slogs samman fick den nybildade institutionen namnet Anna Lindh-biblioteket. Det invigdes 2005 och ligger i Stockholm.

#### Internationella
År 2004 utsågs Lindh till Årets europé i Sverige med motiveringen För hennes starka engagemang och deltagande i det arbete som lett fram till utvidgningen av den Europeiska Unionen. Priset mottogs av hennes make.
I april 2004 hedrades Lindh postumt med utmärkelsen Årets statsman (Statesman of the Year Award) av East West Institute, en transatlantisk tankesmedja som organiserar årliga säkerhetskonferenser i Bryssel. Statsminister Göran Persson mottog utmärkelsen i hennes namn på Hotel Waldorf Astoria i New York. Det var första gången priset gick till en svensk och första gången det utdelades postumt.
En stiftelse för dialog mellan olika kulturer har uppkallats efter Lindh, The Anna Lindh Euro-Mediterranean Foundation for the Dialogue of Cultures. Stiftelsen är ett resultat av Barcelonaprocessen, EU:s samarbete med länderna runt södra och östra Medelhavet. Stiftelsens budget är på 10 miljoner euro. Arbetet sker via konferenser, översättningar och diskussioner om sociala system och värderingar. Stiftelsens namn föreslogs av Egypten vid ett möte den 25 september 2003.
Costa Rica namngav 2005 en nyfunnen stekel efter Anna Lindh till Polycyrtus lindhae. Bakgrunden var hennes stöd för att bevara landets biologiska mångfald. "Polycyrtus lindhae har mycket gemensamt med Anna Lindh", motiverade professor Roberto Artavia Loría, chef för landets institut för biodiversitet. "Stekeln är vacker och färgsprakande och spelar en viktig roll i korsbefruktningen av många arter i våra regnskogar. Anna Lindh var en dynamisk och färgstark individ som reste runt i världen och korsbefruktade det globala arbetet för att bevara den biologiska mångfalden."
Harvard University instiftade 2006 en professur i globalt ledarskap och statskunskap till minne av Lindh. Krigskorrespondenten Samantha Power, senare USA:s FN-ambassadör, är den första innehavaren av professuren som benämns The post of Anna Lindh Professor of Practice of Global Leadership and Public Policy.
Flera platser utomlands bär hennes namn. 2004 invigdes på Gran Canaria gatan Avenida Ministra Anna Lindh med ett minnesmärke. Ett mötesrum i Europeiska rådets hus i Bryssel är uppkallat efter Lindh och 2011 fick en gata i den kosovska staden Peja (Peć) hennes namn.

### Gator och torg uppkallade efter Anna Lindh

#### Sverige
- Anna Lindhs park, Borås
- Anna Lindhs park, Grillby, Enköpings kommun
- Anna Lindhs park, Stockholm
- Anna Lindhs plats, Malmö
- Anna Lindhs plats, Nyköping

#### Övriga världen
- Anna-Lindh-Allee, Frankfurt am Main, Tyskland
- Anna Lindhlaan, Woerden, Nederländerna
- Avenida Ministra Anna Lindh, Mogán, Spanien